# Židovska općina Banja Luka
Židovska općina Banja Luka je vjerska organizacija građana Bosne i Hercegovine židovskog podrijetla. Sjedište općine je u Banjoj Luci.

## Povijest
Protjerivanje Židova Aškenaza iz srednje i istočne Europe, egzodus Sefarda s Pirinejskog poluotoka zbog neprihvatanja kršćanstva i pojava Osmanskog Carstva na Balkanu ključni su povijesni momenti za prekretnicu u razvoju židovstva i judaizma na Balkanskom poluotoku. Blagonaklonost osmanskih sultana prema Židovima postojala je mnogo prije stupanja osmanskih trupa na europsko tlo, zbog njihove naobrazbe i poznavanja obrta i trgovine. Prvodošli Židovi Banja Luke dočekani su od strane muslimanskog življa s dozom nepovjerenja, pa se u početku nisu mogli naseliti u samoj banjalučkoj čaršiji, nego su na kratko vrijeme prinuđeni da stanuju u hanovima, Šibića han. Živjeli su povučeno i izdvojeno, u manjim skupinama, upućeni jedni na druge zbog međusobne komunikacije na maternjem židovsko-španjolskom jeziku (Ladino jezik), s obiljem izraza iz turskog i talijanskog, kojim su dopunjavali pojedine praznine u hebrejskom, koji je i kao takav i dalje bio u svemu dominantan. Ključni faktor dolaska sefardskih Židova u Bosansku Krajinu, točnije u Banju Luku, predstavlja uspostavljanje žive trgovine u Splitu i oko njega i dalje prema unutrašnjosti, što indirektno upućuje na mogućnost sporadičnog a kasnije i grupnog dolaska Židova trgovaca u Bosansku Krajinu, za vrijeme bosanskog kralja Tvrtka I. Kotromanića iz pravca mletačke Venecije, a iz pravca Španjolske nakon egzodusa, s tim što se u oba slučaja njihov dolazak odvija preko Ankone i Venecije s jedne, te Dubrovnika, Splita, a kasnije i Šibenika i Zadra s druge strane.
O jačini i složenosti trgovačkih veza Bosne toga vremena govori jedan spisak građana rudarskog mjesta Srebrenice, iz Arhiva grada Dubrovnika iz 15. stoljeća, koji, uz spominjanje izvjesnog Židova Rajka de Isaka, upućuje na to da su Židovi već tada bili rasprostranjeni u Bosni kao predstavnici velikih dubrovačkih trgovačkih kuća u gotovo svim većim rudarskim mjestima Bosanskog sandžaka. Analogno ovome je otkriće židovskog nadgrobnog spomenika iz 17. stoljeća u blizini Banjalučkog sandžaka, tačnije u Derventskom okrugu i stećka iz Velikog Prnjavora, koji upućuje na to da se radi o mletačkom Židovu trgovcu. Sve su ove tvrdnje o prisustvu jednog broja Jevreja trgovaca u i oko Banje Luke krajem 16. stoljeća zasnovane na mnogim činjenicama koje nalaze svoje indikativno uporište u povijesnim arhivima gradova Dubrovnika i Splita. Koristeći arhivsku građu grada Dubrovnika za prikaz gospodarskih prilika u Banjoj Luci tokom 16. stoljeća, bogumil Hrabak je napisao: "Pojedinačno bilo je u Banjoj Luci od 80-tih godina 16. stoljeća stalno naseljenih Židova trgovaca, a vjerojatno i ljekara. Ipak Židovi nisu toliko karakteristični za banjalučku čaršiju koliko za sarajevsku". Bogumil Hrabak nadalje spominje imena dvojice židovskih trgovaca iz Banje Luke, nekog Jusufa (najvjerojatnije Jozefa) i Baruha. Hrabak navodi da su neki Židovi krajem 16. stoljeća došli u Banju Luku iz Splita i da je jedan Židov ljekar u pomenutom periodu upućen iz Dubrovnika i da je u gradu na Vrbasu okončao svoj život. I. Pederin u jednom svom radu navodi da je "generalni providur Dalmacije Francesco Zen 1633. godine poslao svog poklisara Jozefa Pensu bosanskom paši u Banju Luku radi uspostave širih trgovačkih veza sa splitskom lukom i lazaretom i eventualnim otvaranjem namjenskog predstavništva u Banjoj Luci." Svi ovi navodi iz dokumenata arhiva u Banjoj Luci, Splitu i Dubrovniku pružaju jako dobar uvid u organizaciju tranzitne trgovine i složene trgovačke mreže rasprostranjene duž puteva i raskrsnica između Soluna, Istanbula, Sarajeva, Banje Luke, Splita i Venecije i gradova sjeverne Europe. Interesantno je u vezi s tim napomenuti da kod mnogih povjesničara postoje podijeljena mišljenja o dolasku, boravku i pravcu kretanja sefardskih Židova u Bosnu nakon egzodusa s Pirinejskog poluotoka. Čini nam se da, što se tiče dolaska Židova u Banju Luku, obje teorije mogu biti prihvaćene, s tim što je dolazak Židova u Banju Luku u manjem broju na prelazu 16. u 17. stoljeće  vezan za razvoj trgovine preko Splita i Dubrovnika, a veći broj je vezan za slabljenje lučke trgovine zbog pada Venecije 1797. godine, što početkom 19. stoljeća dovodi do većeg iseljavanja Židova iz dalmatinskih gradova prema teritoriji Bosne i Hercegovine. Masovniji dolazak sefardskih Židova u Banju Luku početkom 19. stoljeća  iz pravca Sarajeva, Skoplja i Bitola je vezan za postemancipacioni period Židova na ovim prostorima nakon donošenja fermana sultana Abdul Medžida I. 1840. godine, kojim su priznata građanska prava i Židovima i kršćanima, uz mogućnost podizanja vjerskih objekata, sinagoga i crkava, te otvaranje osnovnih i srednjih škola na postojećim jezicima.
Masovniji dolazak aškenaških Židova u Banju Luku je vezan za sve drakonske zakone cara Josipa II. uz ograničenje naseljavanja i boravka Židova na zemlji pod vlašću Austro-Ugarske i aneksiju Bosne i Hercegovine u drugoj polovini 19. stoljeća. Pisanih tragova o prisustvu i određenom mjestu stalno naseljenih Židova u Banjoj Luci u 17. stoljeću nema, ali se na osnovu kasnijih lokacija izgrađenih židovskih kuća može pretpostaviti da je bila u neposrednoj blizini Govedarnice i Bezistana. Židovi se prvobitno javljaju među trgovcima, a tek poslije, sticanjem potrebnih uslova, dovode i ostali dio obitelji.
U Banjoj Luci se povećava broj Židova polovinom 19. stoljeća. Potvrdu za ovo nalazimo u svjedočanstvima koje je ostavio profesor Stojan Bjelić, u kojima tvrdi da je Salamon Haima Poljokan, stigavši 1860. godine u Banju Luku, tu zatekao trojicu istovjeraca, starosjedilaca, nekoga Baruha, Isaka Papu zvanog Papić i Mentu Levija, blagajnika u Jevrejskoj opštini sefardskog obreda, koja je osnovana 1848. godine. Osnivači nešto brojnije Jevrejske opštine sefardskog obreda u Banjoj Luci bili spomenuta četvorica Jevreja: Baruh, Isak Papo, Mento Levi i Salamon Poljokan, trgovac. Do vremena austrougarske okupacije 1878. godine u Banjoj Luci je, uz domicilno stanovništvo, živjela isključivo etnička skupina Židova sefarda, porijeklom iz Španjolske i Portugala.

### Židovska općina Banja Luka
Židovska općina u Banjoj Luci je osnovana 1848. godine. Iz povijesnih činjenica i dokaza, prvo spominjanje Židova u Banjoj Luci datira iz kraja 16. stoljeća, dok njihova brojnost značajno raste polovinom 19. vijeka nakon donošenja fermana sultana Abdul Medžida I., 1840. godine, kojim se Židovima daje puna autonomija i priznaju građanska prava. Odabirom Moše Perere za Banjalučkog nadrabina Židovi dobivaju punu vjersku slobodu, kao i prava na izgradnja sinagoga i vjerskih škola. Nedugo poslije 1848. godine su se stekli uslovi za formiranje prve Židovske općine u Banjoj Luci, a 1870. godine i do izgradnje prve sinagoge sefardskog obreda na lijevoj obali rijeke Crkvene (lokacija današnje tržnice) s meldarom (osnovnom jevrejskom školom) koga su pohađala 23 dječaka.
Danas, u okviru Židovske općine u Banjoj Luci djeluje i Židovski kulturni centar Arie Livne i sinagoga Ilona Vajs. 

## Židovski kulturni centar Arie Livne i sinagoga Ilona Vajs
Židovski kulturni centar Ari Livne je kulturni centar U Banjoj Luci. Otvoren je 2014. godine, kao jedini ovakav objekt, izgrađen nakon Drugog svjetskog rata na Balkanu. Kulturni centar služi za afirmaciju židovske kulture, povijesti, tradicije. U sklopu Židovskog kulturnog centra koji nosi ime po Ariju Livneu, nalazi se i židovski vjerski objekt, sinagoga Ilona Vajs.
U sklopu Židovskog kulturnog centra Arie Livne, izgrađena je i sinagoga, koja je ponijela ime po majci Arija Livnea, Iloni Vajs, koja je tokom Drugog svjetskog rata nastradala u logoru Auschwitzu. Otvaranjem ovog objekta, Banjaluka i židovska zajednica u Banjaluci, nakon sedam desetljeća čekanja, tačnije od 1944. godine, kada je porušena posljednja sinagoga, dobili su objekt koji je mjesto za molitvu, proučavanje svetih spisa, mjesto bogatog kulturno-umjetničkog sadržaja, ali i mjesto širenja dobre volje među ljudima.

## Vanjske poveznice
- Židovska općina u Banjoj Luci  Arhivirana inačica izvorne stranice od 20. prosinca 2019. (Wayback Machine)